# Luísa da Prússia (1808–1870)
Luísa Augusta Guilhermina Amália da Prússia (em alemão:  Luise Auguste Wilhelmine Amalie von Preußen; 1 de fevereiro de 1808 – 6 de dezembro de 1870) foi a terceira filha sobrevivente do rei Frederico Guilherme III da Prússia e da duquesa Luísa de Mecklemburgo-Strelitz.

## Família
Luísa vinha de uma família numerosa e vários dos seus irmãos desempenharam papéis importantes na História da Europa no século XIX. Era irmã mais nova do rei Frederico Guilherme IV da Prússia e do primeiro imperador da Alemanha unificada, Guilherme I. Uma das suas irmãs mais velhas, a princesa Carlota, era casada com o czar Nicolau I da Rússia, motivo pelo qual teve de se converter à Igreja Ortodoxa Russa e mudar de nome para Alexandra Feodorovna.

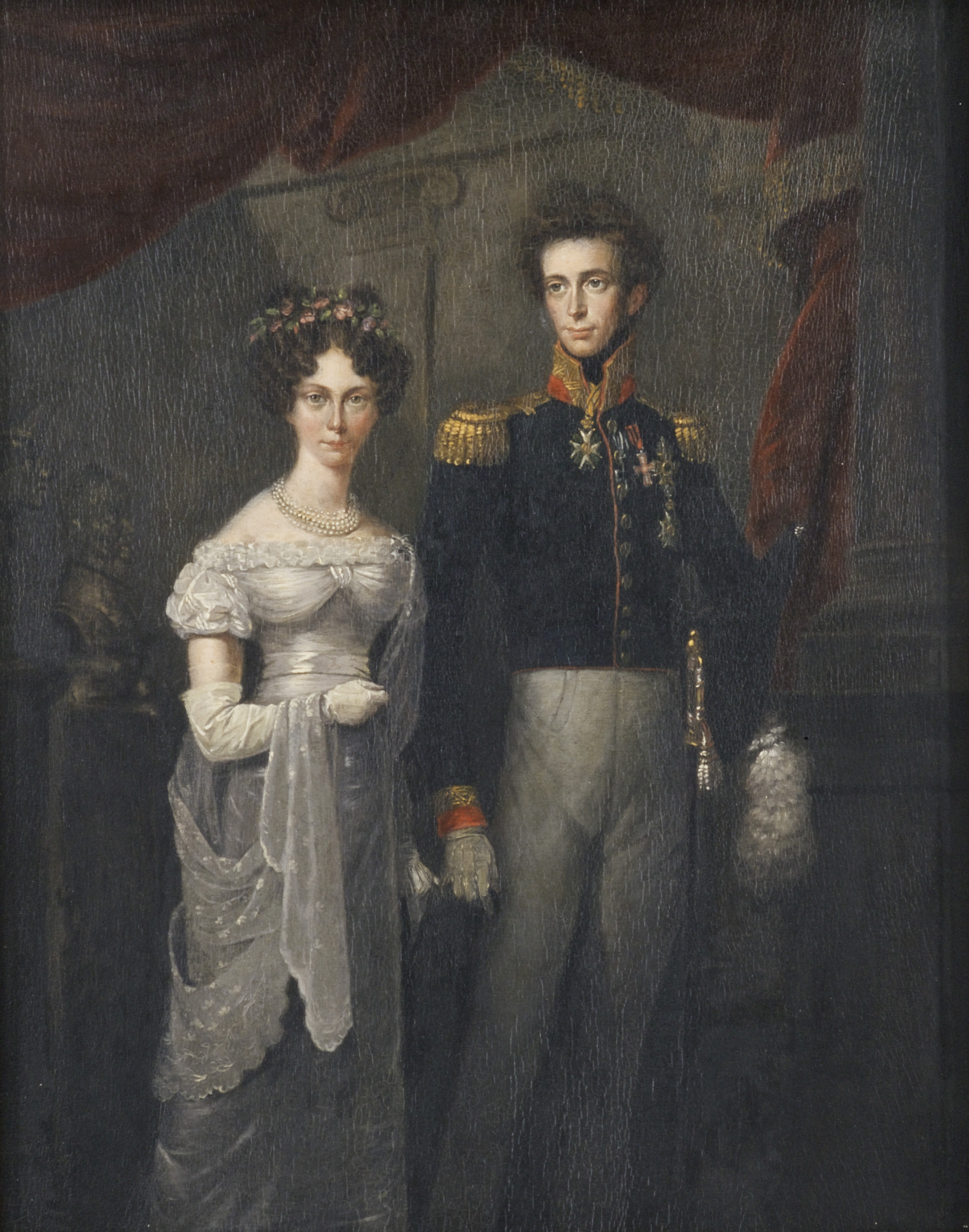
Luísa com seu marido, o príncipe Frederico dos Países Baixos.

## Casamento
No dia 21 de maio de 1825 Luísa casou-se em Berlim com o príncipe Frederico dos Países Baixos, segundo filho do rei Guilherme I dos Países Baixos.
Tiveram quatro filhos:
1. Luísa dos Países Baixos (5 de agosto de 1828 - 30 de março de 1871), casada com o rei Carlos XV da Suécia; com descendência.
2. Guilherme dos Países Baixos (6 de julho de 1833 -  1 de novembro de 1834), morreu aos dezasseis meses de idade.
3. Frederico dos Países Baixos (22 de agosto de 1836 - 23 de janeiro de 1846), morreu aos nove anos de idade.
4. Maria dos Países Baixos (5 de junho de 1841 - 22 de junho de 1910), casada com Guilherme, Príncipe de Wied; com descendência.

## Genealogia
| Luísa da Prússia | Pai: Frederico Guilherme III da Prússia | Avô paterno: Frederico Guilherme II da Prússia              | Bisavô paterno: Augusto Guilherme da Prússia                   |
| Luísa da Prússia | Pai: Frederico Guilherme III da Prússia | Avô paterno: Frederico Guilherme II da Prússia              | Bisavó paterna: Luísa de Brunsvique-Volfembutel                |
| Luísa da Prússia | Pai: Frederico Guilherme III da Prússia | Avó paterna: Frederica Luísa de Hesse-Darmstadt             | Bisavô paterno: Luís IX, Conde de Hesse-Darmstadt              |
| Luísa da Prússia | Pai: Frederico Guilherme III da Prússia | Avó paterna: Frederica Luísa de Hesse-Darmstadt             | Bisavó paterna: Carolina do Palatinado-Zweibrücken             |
| Luísa da Prússia | Mãe: Luísa de Mecklemburgo-Strelitz     | Avô materno: Carlos II, Grão-Duque de Mecklemburgo-Strelitz | Bisavô materno: Carlos Luís Frederico de Mecklemburgo-Strelitz |
| Luísa da Prússia | Mãe: Luísa de Mecklemburgo-Strelitz     | Avô materno: Carlos II, Grão-Duque de Mecklemburgo-Strelitz | Bisavó materna: Isabel Albertina de Saxe-Hildburghausen        |
| Luísa da Prússia | Mãe: Luísa de Mecklemburgo-Strelitz     | Avó materna: Frederica de Hesse-Darmstadt                   | Bisavô materno: Jorge Guilherme de Hesse-Darmstadt             |
| Luísa da Prússia | Mãe: Luísa de Mecklemburgo-Strelitz     | Avó materna: Frederica de Hesse-Darmstadt                   | Bisavó materna: Maria Luísa de Leiningen-Falkenburg-Dagsburg   |